# Макітра (Вороняки)
Макітра — гора  між селами Гаї-Дітковецькі, Бучина і Суховоля, що на південний схід від міста Броди. Бродівського району, Львівської області, на низькогірному пасмі Вороняки Подільської височини.

## Опис
Макітрою називають найвищу гору, а розташовані поряд пагорби – цілий кряж – іменують Макітрами. Здалеку на тлі рівнинної місцевості профіль гори нагадує перевернуту макітру. Гора складена з вапняків, які добре розчиняються. Утворюються порожнини, які поступово заповнюються водою. Таким підземним руслом вода рухається на північний захід і через 5 км виходить у карстовій западині, озері Калдуб.

## Історія
Вершину, опоясують посновані різнотрав’ям рови, залишки системи окопів першої світової війни.  7 вересня 1915 року група австрійських армій під командуванням фельдмаршала Едуарда фон Бем-Ермолі після жорстоких боїв прорвали російський фронт на лінії Радивилів — Підкамінь — Залізці. Найпотужніші бої мали місце при  сильно укріплених позицій  гори Макітра.
2010 року на вершині гори було встановлено великий металевий хрест на якому розгорнули Державний прапор

## Природа
Гора Макітра є складовою  ботанічного заказника місцевого значення Макітра
Є складовою Національного природного парку «Північне Поділля»